# Kommandogerät 40

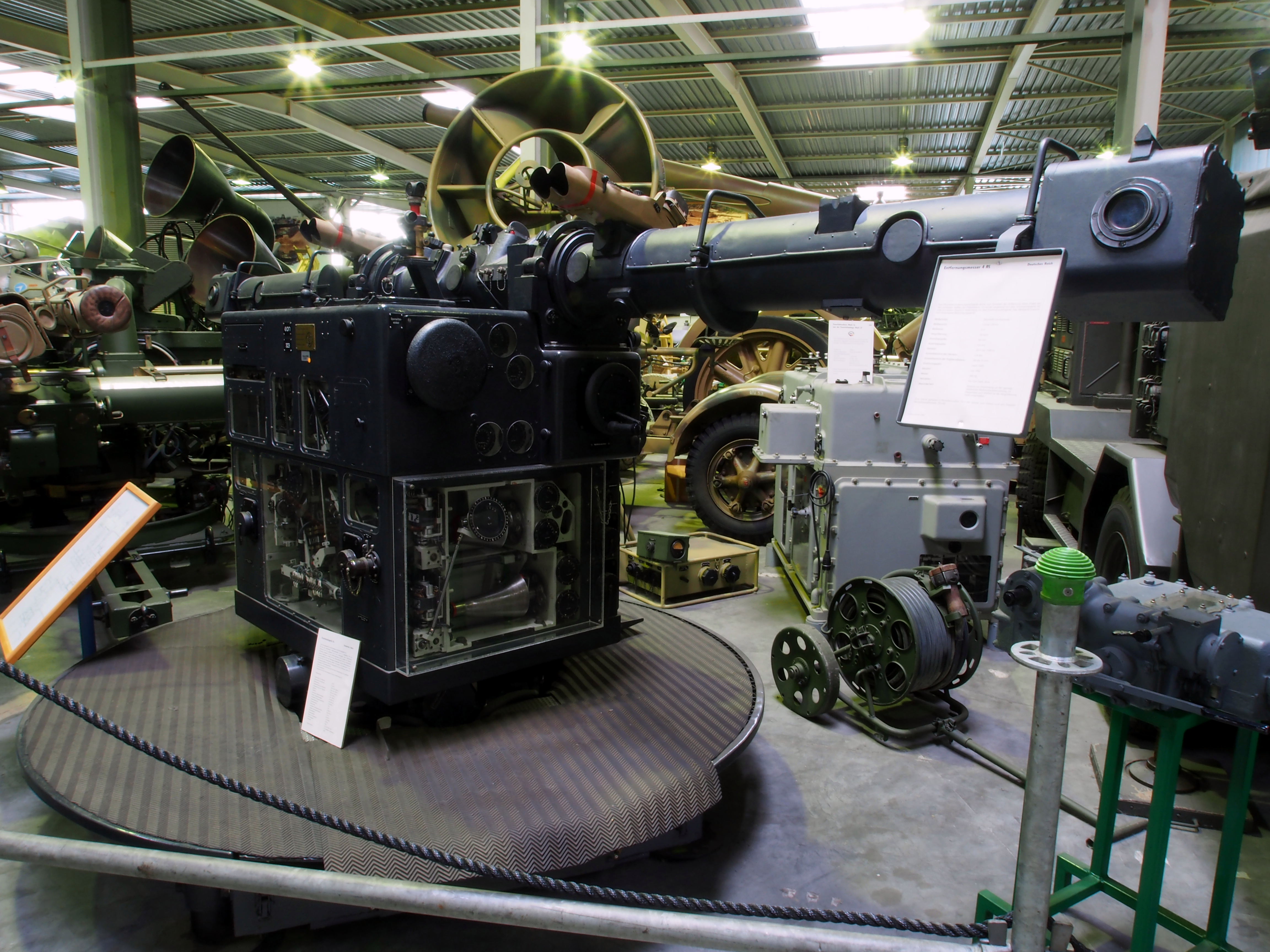
Kommandogerät 40 mit 4m-Entfernungsmesser Em4mRH in der Wehrtechnischen Studiensammlung Koblenz

Das Kommandogerät 40 war ein Feuerleitrechner für die Flugabwehr der Wehrmacht im Zweiten Weltkrieg.

## Aufgabe
Das Kommandogerät 40 bestimmte Koordinaten im dreidimensionalen Raum als Vorhaltemarken in Verbindung mit dem angeschlossenen Raumbildentfernungsmesser „Em4mR40“ (Stereotelemeter mit 4 m Basislänge). Es konnte Koordinaten der Ziele auf gekrümmten Flugbahnen berechnen.

## Konstruktionsmerkmale und Funktion
Das Kommandogerät 40 wurde bei Zeiss Ikon in Dresden mit Einführung erster Exemplare bereits 1937 entwickelt, aber erst ab 1941 in größerem Umfang eingesetzt. Die Leermasse des Geräts in der Kampfstellung betrug etwa 1.600 Kilogramm. Es war in der Lage, ein Ziel in einer Höhe von bis zu 12.000 Metern über eine Entfernung von 1.200 bis 18.000 Metern zu erkennen. Das Gerät zielte mit dem Entfernungsmesser Em-4m-R40 auf das Ziel und berechnete dann die Parameter, d. h. den Anhebewinkel der Rohre, die Schussrichtung und die relevanten Daten für die Zeiteinstellung der Zünder. Die Informationen wurden per Kabel direkt an die Geschützabteilungen übermittelt. Das Bedienungspersonal bestand aus fünf Personen. Ein Sattelanhänger Sonderanhänger 52 diente zum Transport des Geräts. Das Kommandogerät 40 wurde am häufigsten mit 88-mm-Kanonen (z. B. Flak 18 oder 36) und 105-mm-Kanonen (z. B. Flak 38 und 39) verwendet.

## Trivia
Die im Kommandogerät 40 verwendeten kleinen Elektromotoren erwiesen sich nach dem Krieg als ideales Ausgangsprodukt für Modellbahn-Lokomotiven. Hersteller wie Piko, Kleinbahn und Liliput verbauten in der Anfangszeit fast ausschließlich diese robusten Motore.

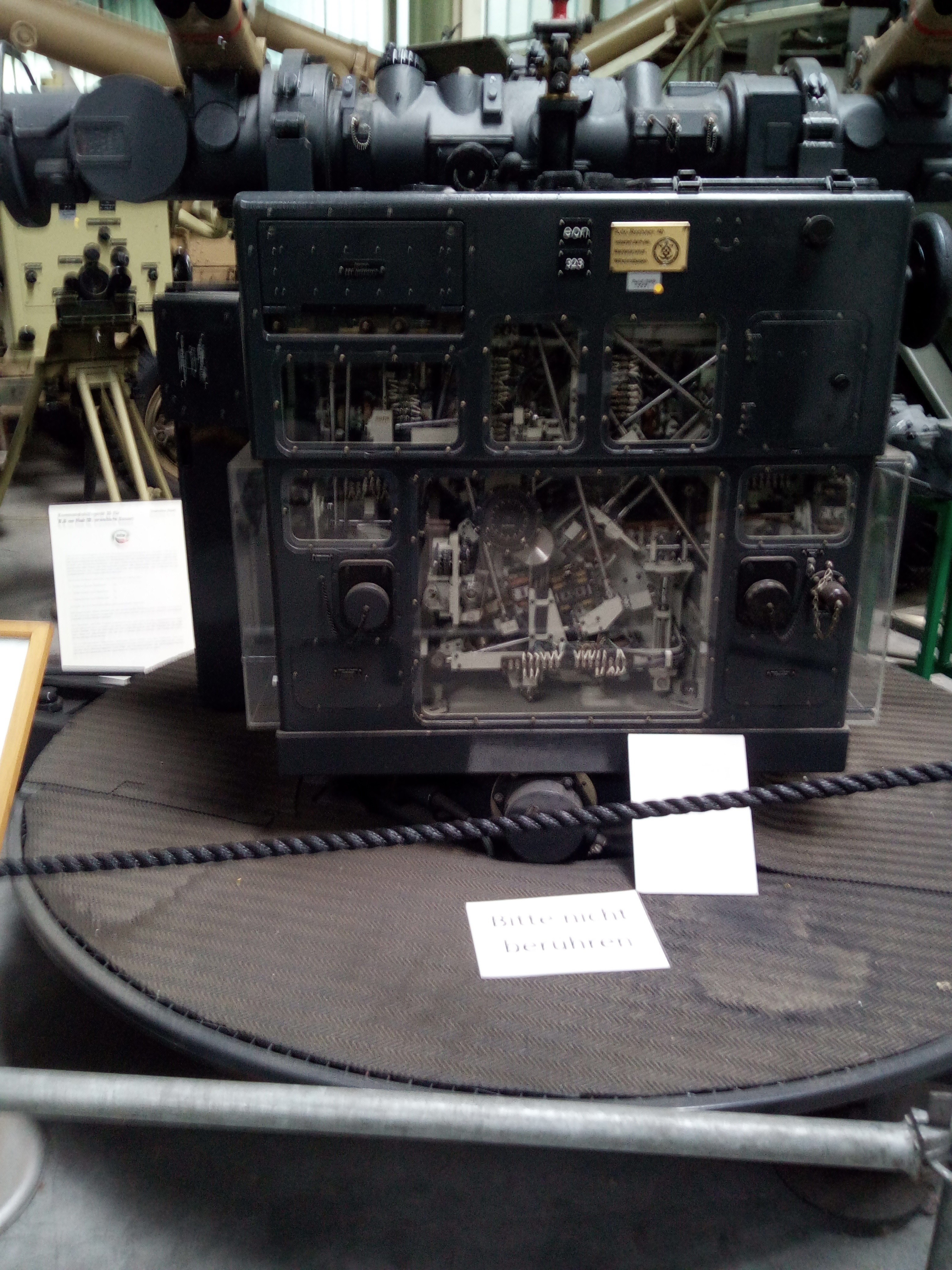
Analogrechner des Kommandogeräts 40